# Série de pièces commémoratives américaines des Jeux olympiques de 1992
La série de pièces commémoratives américaines des Jeux Olympiques de 1992 est une série commémorative non circulante émise par la Monnaie des États-Unis en 1992 et frappée par les Monnaies de San Francisco et de West Point.
Cette série est autorisée par la loi 101-406 du 3 octobre 1990, qui prévoit l'émission d'une série de pièces commémoratives pour célébrer la participation des athlètes américains aux Jeux olympiques d'été de 1992 qui se déroulent à Barcelone, en Espagne et aux Jeux olympiques d'hiver qui ont lieu à Albertville, en France.
En plus de la pièce d'argent d'un dollar, les autres pièces qui complètent la série commémorative en vertu de la même loi sont la pièce en or de cinq dollars (half eagle) et la pièce d'un demi-dollar en alliage cuivre-nickel.

## Contexte
Les Jeux olympiques d'été de 1992 sont un événement sportif international multi-disciplines qui se tient du 25 juillet au 9 août 1992 à Barcelone, en Catalogne, Espagne. À partir de 1994, le Comité international olympique décide d'organiser les Jeux olympiques d'été et d'hiver en années paires et alternées. Les Jeux olympiques d'été et d'hiver de 1992 sont les derniers à se dérouler la même année.
Les Jeux olympiques d'hiver de 1992 se tiennent du 8 au 23 février 1992 à Albertville et dans ses environs, en France. Ces jeux sont les cinquièmes Jeux olympiques organisés en France et les troisièmes Jeux olympiques d'hiver du pays, après les Jeux de 1924 à Chamonix et ceux de 1968 à Grenoble.

## Législation
Le projet de loi H.R. 4962 est présenté à la Chambre par le représentant démocrate de Californie, Richard H. Lehman (en), le 5 juin 1990. La Chambre l'envoie à la commission bancaire, financière et des affaires urbaines, qui y apporte quelques amendements, notamment sur la vente des pièces et les surtaxes à appliquer. Le projet revient à la Chambre le 17 septembre et est approuvé le jour même, puis envoyé au Sénat, où il est reçu le lendemain. Il est approuvé le 27 septembre puis présenté au président George H. W. Bush, qui le signe le 3 octobre 1990 et en fait la loi publique 101-406.

## Dessins

### Demi-dollar
L'avers du demi-dollar, créé par William C. Cousins, représente une gymnaste en mouvement sur fond de drapeau américain. Les inscriptions sont IN GOD WE TRUST, sur le haut de la pièce, LIBERTY sur le bas, en-dessous de la date d'émission, 1992. À droite de la date, les anneaux olympiques surmontés par l'inscription USA,,.
Le revers de la pièce, œuvre de Steven M Bieda, représente la flamme olympique et un rameau d'olivier. Les inscriptions au-dessus et en dessous indiquent le pays émetteur, UNITED STATES OF AAMERICA et la valeur faciale HALF DOLLAR. L'inscription centrale est CITIUS ALTIUS FORTIUS, ce qui signifie en latin « plus vite, plus haut, plus fort ». Sur la droite, vers le bas, la légende E PLURIBUS UNUM, traditionnelle sur les pièces américaines,,.

### Dollar
L'avers du dollar en argent représente un joueur de base-ball lançant une balle. L'image est similaire à une image de Nolan Ryan figurant sur une carte de baseball Fleer de 1991. Le concepteur de la pièce, John Deecken, nie tout lien avec cette image. L'inscription LIBERTY se trouve en haut de la pièce tandis que la date d'émission, 1992, est en bas. À gauche du joueur de baseball se trouvent les anneaux olympiques surmontés de l'inscription USA, tout comme sur la pièce d'un demi-dollar. À droite du joueur, la devise IN GOD WE TRUST,,.
Le revers, conçu par Marcel Jovine, présente le bouclier de l'Union avec des branches d'olivier de chaque côté et les anneaux olympiques placés au-dessus. La devise E PLURIBUS UNUM est inscrite sur une bannière placée sous le bouclier et sur les rameaux d'olivier. Les autres inscriptions sont le pays émetteur UNITED STATES OF AMERICA en haut et la valeur faciale ONE DOLLAR en bas,,.
La pièce présente exceptionnellement un lettrage sur la tranche. La mention « XXV OLYMPIAD » est inscrite quatre fois sur le pourtour de la pièce, sur un fond cannelé. C'est la première fois que le lettrage sur tranche est utilisé pour une pièce commémorative émise aux États-Unis,,.

### Half eagle
L'avers de la pièce d'or de 5 dollars, dessiné par James Sharpe et gravé par T. James Ferrell, représente un sprinter dans un élan de vitesse. Un drapeau américain apparaît à l'arrière-plan, orienté verticalement, rappelant une piste d'athlétisme. Les légendes comprennent LIBERTY en haut de la pièce, la date d'émission, 1992, et IN GOD WE TRUST à droite, et les anneaux olympiques surmontés de « USA », de même que sur les deux autres pièces, à gauche,,.
Au revers de la pièce, une création de James Peed, un aigle héraldique, les ailes déployées, un bouclier sur la poitrine portant l'inscription E PLURIBUS UNUM, un rameau d'olivier et un faisceau de flèches saisis dans ses serres. Les anneaux olympiques et la mention « USA » sont au-dessus de l'aigle. Les autres inscriptions sont UNITED STATES OF AMERICA, le pays qui émet la pièce, en haut de la pièce et FIVE DOLLARS, la valeur faciale, en bas,,.
| |
| L'avers (à gauche) et le revers (à droite) de la pièce d'un demi-dollar des Jeux olympiques de 1992. |

|                                                                                                 |
| L'avers (à gauche) et le revers (à droite) de la pièce de 5 dollar des Jeux olympiques de 1992. |

## Production et vente
La loi qui autorise la série commémorative limite les frappes à 500 000 pièces de 5 dollars en or, 4 millions de pièces de 1 dollar en argent et 6 millions de demi-dollars en alliage cuivre-nickel. Les half eagles sont émis par la Monnaie de West Point en finition brillant universel et belle épreuve. La Monnaie de San Francisco frappe les dollars et les demi-dollars en qualité belle épreuve,, celle de Denver s'occupe du dollar en version brillant universel et celle de Philadelphie du demi-dollar de la même condition.
Un total de 105 045 pièces de 5 dollars est vendu dont 77 313 en finition belle épreuve et 27 732 en version brillant universel. Les chiffres de vente de la pièce de 1 dollar atteignent 692 057 exemplaires — 504 505 belle épreuve et 187,552 brillant universel — et ceux de la pièce d'un demi-dollar s'élèvent à 681 252 unités — 519 645 belle épreuve et 161 607 brillant universel — ce qui, pour toutes les pièces, se situe loin des émissions maximum autorisées.
Les pièces de la série commémoratives se vendent en version brillant universel et belle épreuve, respectivement, au prix de 7,50 et 9,50 dollars pour le demi-dollar, 29 et 32 dollars pour le dollar et 215 et 230 dollars pour le half eagle.
Les bénéfices tirés des ventes de la série sont versés par le secrétaire au Trésor au Comité olympique des États-Unis. Ce montant est utilisé uniquement pour entraîner les athlètes olympiques des États-Unis, pour soutenir les programmes d'athlétisme amateur locaux ou communautaires et pour construire des installations pour l'entraînement de ces athlètes.